# 卡曼奇北岸 (加利福尼亞州)
卡曼奇北岸（英語：Camanche North Shore）是位於美國加利福尼亞州阿馬多爾縣的一個人口普查指定地區。

## 地理
卡曼奇北岸的座標為38°14′40″N 120°57′14″W / 38.24444°N 120.95389°W，而該地最高點為海拔高度94米（即308英尺）。

## 人口
根據2010年美國人口普查的數據，卡曼奇北岸的面積為5.974平方千米，當中陸地面積為5.974平方千米，而水域面積為0.00平方千米。當地共有人口979人，而人口密度為每平方千米163人。